# Karl Peder Pedersen
Karl Peder Pedersen (født 30. marts 1952 i Assens på Fyn) er en dansk historiker og arkivar med forskningsspecialer inden for dansk forvaltningshistorie, politi- og kriminalitetshistorie samt landbohistorie.
Han er uddannet cand.phil. i historie 1978 fra Odense Universitet, cand.mag. i geografi 1981 fra Københavns Universitet og ph.d. 1997 fra Københavns Universitet. I 2014 blev han dr.phil. ved Syddansk Universitet på afhandlingen Kontrol over København: Studier i den sene enevældes sikkerhedspoliti 1800-48.
Karl Peder Pedersen har været gymnasielærer 1982-87, ansat ved Kunstakademiet og Miljøministeriet mm. 1988-90, forsknings- og kandidatstipendiat ved Retsvidenskabeligt Institut A, Københavns Universitet 1991-96 og blev i 1997 arkivar og seniorforsker ved Landsarkivet for Sjælland, Lolland-Falster og Bornholm. Siden Landsarkivets nedlæggelse i 2012 var han ansat ved Rigsarkivet, indtil han gik på pension i 2017.
Karl Peder Pedersen var medstifter og formand for Østerbro Lokalhistoriske Forening 1993-98, formand for Komitéen for en smukkere Nordre Frihavnsgade 1994-97 samt medstifter og formand for Sammenslutningen af lokalhistoriske foreninger og arkiver i Københavns Kommune 1995-98.
Han er beskikket censor i historie ved universiteterne 2006-22. Modtager af Kulturministeriets Julius Bomholt Pris 2014 og medlem af Kulturministeriets Forskningsudvalg 2015-17. Han udgav i 2021 den anmelderroste biografi "Poul og kærligheden. En kontrærseksuels bekendelser", der blev nomineret til Årets Historiske Bog.
Han har siden 1989 været registreret og siden 2012 gift med kemiingeniør Ib Krog Larsen.